# 電車除靈少女
《電車除靈少女》是纤指游戏開發的一款恐怖遊戲，於2025年1月發售。

## 遊戲內容
《電車除靈少女》採用恐怖解密遊戲的玩法，玩家扮演在東京學習繪畫的中國少女李玄冥，她兼職驅魔道士前往某個電車驅逐怨靈。電車有七節車廂，每個車廂都有一種怪物，消磨所有怪物即可通關，期間被怪物殺死會回到第一個車廂重新再來。怪物可以使用「符箓」消滅，一般符箓需要靠近怪物才能使用，還有三種特殊符箓，分別是隱身、火、雷。

## 開發及發行
《電車除靈少女》是林麓森山獨立開發的一款遊戲，使用遊戲引擎RPG Maker MV耗時三個月完成，除了配樂為網絡上無版權音樂，美術、關卡設計和故事均由林麓森山完成。林麓森山在立项之初就打算使用不宣傳的方式，在Steam上面推出作品，以此測試Steam的推薦算法對獨立遊戲的表現，還有遊戲媒體對獨立遊戲的態度。專案參考了當時獨立遊戲較為熱門的品類，選擇美少女作為主角，採用恐怖遊戲玩法。專案名稱中的「電車」是針對日本市場而設計的，以此吸引日本玩家的關注，同時電車車廂的空間較小且固定，關卡和美術素材可以重複使用，得以降低開發時間。此外，林麓森山還使用了ChatGPT-4o為專案製作多語言版本，以測試國際化對銷量的影響。
2024年10月，遊戲開設Steam商店頁面。2025年1月25日，遊戲在Steam遊戲發售。發售首日，由於經驗不足，遊戲存在嚴重的程序錯誤，林麓森山馬上進行了三輪更新修復問題，還增加教學關卡。遊戲多語言版本的翻譯被玩家詬病，一些玩家主动聯絡林麓森山，協助修復翻譯。

## 反響及評價
遊戲因為獨特的題材和美術風格，開設Steam商店頁面不久就獲得《Fami通》的報道。發售初期日本銷量最高，當地玩家因為日文版翻譯太差給出差評，林麓森山進行了緊急返修，事件被日本媒體AUTOMATON和Game*Spark報道。經過林麓森山幾輪更新修復問題，Steam的評價從壓倒性負評改為極度好評。
游侠网評論員于情稱讚該作的美術表現優秀，但是其他設計存在不足。他指出遊戲劇情「过分单薄」，很多內容都沒有解釋清楚。遊戲的玩法也無法突顯「除靈」的主題，特殊符箓形同雞肋。